# カンティアーノ
カンティアーノ（伊: Cantiano）は、イタリア共和国マルケ州ペーザロ・エ・ウルビーノ県にある、人口約2,000人の基礎自治体（コムーネ）。

## 地理

### 位置・広がり
ペーザロ・エ・ウルビーノ県のコムーネ。ウルビーノから南へ28km、ペーザロから南南西へ54kmの距離にある。

#### 隣接コムーネ
隣接するコムーネは以下の通り。括弧内のPGはペルージャ県所属を示す。
- カーリ
- フロントーネ
- グッビオ (PG)
- スケッジャ・エ・パシェルーポ (PG)

### 気候分類・地震分類
カンティアーノにおけるイタリアの気候分類 (it) および度日は、zona E, 2363 GGである。
また、イタリアの地震リスク階級 (it) では、zona 2 (sismicità media) に分類される。

## 行政

### 分離集落
カンティアーノには、以下の分離集落（フラツィオーネ）がある。
- Chiaserna, Fossato, Moria, Palcano, Pontedazzo, Pontericciòli, San Crescentino, Balbano, Vilano, San Rocco, Palazzo, Tranquillo